# Trilogía del dólar
La Trilogía del dólar (en italiano: Trilogia del dollaro), también conocida como Trilogía del hombre sin nombre (en italiano: Trilogia dell'Uomo senza nome), es una serie de tres películas italianas sin relación entre sí de la década de 1960 dirigidas y coescritas por el cineasta italiano Sergio Leone, protagonizadas por el actor Clint Eastwood y con música del compositor Ennio Morricone.
- Por un puñado de dólares (Per un pugno di dollari, 1964).
- La muerte tenía un precio/Por unos dólares más (Per qualche dollaro in più, 1965).
- El bueno, el feo y el malo/El bueno, el malo y el feo (Il buono, il brutto, il cattivo, 1966).

Fueron sus tres primeras películas del género wéstern, aunque por tener origen eminentemente italiano son subclasificadas dentro del género spaghetti western. Las tres películas perfilaron este subgénero tan utilizado en las décadas de 1960 y 1970. Para Sergio Leone no eran ningún tipo de saga ni continuidad, siendo el apelativo con que se las conoce una invención de la distribuidora de las mismas (United Artists).
En las tres coinciden junto con Leone el joven actor estadounidense Clint Eastwood y las bandas sonoras compuestas por el compositor italiano Ennio Morricone.
Las tres películas giran alrededor del personaje interpretado por Eastwood, algunas veces conocido como Blondie («Rubio»), o Manco, pero, en general, carente de nombre. Con él se dibuja el prototipo del Hombre sin nombre: el mismo poncho, la misma ropa, el mismo sombrero, el mismo semblante.
En la trilogía, Leone cuida que las películas generen el mismo ambiente: diálogos breves, además de escenas particularmente largas y musicadas que terminan en un emocionante clímax.